# Alfredo Astiz
Alfredo Ignacio Astiz (* 8. November 1951) ist ein ehemaliger Kapitänleutnant (spanisch teniente de navío) der argentinischen Marine und Geheimdienstoffizier während der Diktatur von Jorge Rafael Videla („Prozess der Nationalen Reorganisation“, 1976 bis 1983). Er ist aufgrund seiner Beteiligung an Verschleppung und Folter während dieser Zeit auch als „El Ángel Rubio de la Muerte“ (spanisch für: „Der blonde Todesengel“) bekannt.

## Leben
Astiz war Mitglied der Task Force 332, die in der Zeit des „Schmutzigen Krieges“ an der Technikschule der Marine (Escuela de Mecánica de la Armada, ESMA) in Buenos Aires stationiert war. Diese Einheit wird für das Verschwindenlassen und den Tod tausender Opfer (Desaparecidos) verantwortlich gemacht. Die ESMA diente dabei als Konzentrationslager und gilt als Zentrum, an dem damals politische Gefangene ohne Rechtsgrundlage gefangengehalten, gefoltert und getötet wurden. Astiz „spezialisierte“ sich dabei auf das Infiltrieren von zivilen Protestgruppen.
Astiz wurde im Falkland-Krieg von britischen Streitkräften gefangen genommen und, obwohl er von Schweden und Frankreich wegen des Verschwindens von Bürgern dieser Länder in Argentinien per internationalem Haftbefehl gesucht wurde, nach Argentinien rücküberführt. Ein französisches Gericht verurteilte ihn 1990 in Abwesenheit zu einer lebenslangen Haftstrafe. Nach der Amnestie durch den argentinischen Präsidenten Carlos Menem war Astiz zuletzt Fregattenkapitän.
Nachdem der oberste argentinische Gerichtshof 2003 Amnestiegesetze, welche die Verbrechen der Militär-Junta betrafen, annulliert hatte („Schlussstrichgesetz“ und „Gesetz über die Gehorsamspflicht“), stand Astiz in Argentinien wegen der ihm vorgeworfenen Verbrechen wiederum vor Gericht. Am 26. Oktober 2011 wurde er, zusammen mit 14 anderen Angeklagten wie Oscar Antonio Montes, zu einer lebenslangen Freiheitsstrafe verurteilt.